# Don Alder
Don Alder (født 16. juli 1956) er en canadisk musiker.
Adler tilbragte sin barndom i Montreal, Quebec, indtil hans familie besluttede sig for at flytte til byen Williams Lake i British Columbia. Han startede med at spille guitar, da han var 11 år gammel.
I marts 1985 holdt Don Alder en pause fra at spille guitar for at hjælpe sin ven Rick Hansen med hans Man-In-Motion-Verdenstour. 
I filmen Heart of a Dragon (2008) bliver hans person spillet af skuespilleren Andrew Lee Potts. Filmen handler om Man-In-Motion-Tour af Rick Hansen med Don Alder.
Don Alder komponerer sin egen musik og har produceret seks cd'er. Cd'en Not A Planet indbragte ham en nominering i canadisk folkemusik inden for kategorien Instrumental-Solo-Artist in 2009.
Don Alder arbejder hos Vancouver Adapted Music Society som frivillig. Desuden er han lærer hos "DAREarts", en canadiske velgørenhedsforening, der bruger opdragelseserfaringer til at give børn mod og optimisme. 
Don Alder optræder over hele verden. Han optræder sammen med den amerikanske guitarist Keith Knight under navnet Extreme Guitar Duo.

## Udmærkelser
I 2007 blev han international Fingerstyle Champion, og i 2010 vandt han Guitar Superstar Konkurrencen. 
I 2011 vandt han første pladsen i Guitar Idol-konkurrencen. I 2013 modtog han Brand Laureate i Malaysia.

## Trivia
- Greenfield Guitars byggede en særlig guitar til ham.[12]
- I 2011 var Don Alder gæst i den canadiske radioudsendelse "North by Northwest" (nxnw)[13]
- British Columbias universitet kalder Don Alder en “Featured Presenter”.[14]
- Når han ikke spille guitar skriver Don Alder for Iguitar Magazinet.[15]
- Den canadiske "Acoustic-Guitarist" Don Alder og den amerikanske skuespiller Don Alder er ikke samme person.[16]

## Diskografi
- Armed & Dangerous (2015)
- Not A Planet (2008)
- Acoustic Matters (2007)
- Take The Train (2005)
- Eh Cool Tunes Compilation (2005)
- Best of Don Alder (2005)
- Acoustiholic (2003)[17]